# 朱誠淋
永壽莊僖王朱誠淋（1462年—1495年12月23日），明朝秦藩第四代永壽王，永壽康定王朱公鋌之庶長子，生母陳氏。

## 生平
朱誠淋初封鎮國將軍。成化九年（1473年），永壽康定王朱公鋌去世。成化十二年三月壬戌（1476年4月10日），朱誠淋襲封永壽王。
弘治元年（1488年），獲賜《五經》《四書》各一部。弘治七年（1494年），獲賜《通鑑綱目》。
弘治八年十二月初七日（1495年12月23日）薨，享年三十四歲，在位二十年，諡號莊僖。兩年後，其庶長子鎮國將軍朱秉欓襲爵。

## 家庭

### 妻
- 彭氏，西城兵馬副指揮彭𤧸女，成化十三年（1477年）封永壽王妃[7]。

### 子
- 庶第一子：鎮國將軍→永壽恭和王朱秉欓
- 庶第二子：鎮國將軍朱秉栵[8][9]
- 庶第三子：朱秉檉[10]